# Matyjowce (stacja kolejowa)
Matyjowce (ukr. Матіївці) – stacja kolejowa w miejscowości Matyjowce, w rejonie kołomyjskim, w obwodzie iwanofrankiwskim, na Ukrainie. Położona jest na linii Lwów – Czerniowce.
Stacja istniała przed II wojną światową.